# Lasioglossum evanidum
Lasioglossum evanidum är en biart som först beskrevs av Joseph Vachal 1903.  Lasioglossum evanidum ingår i släktet smalbin, och familjen vägbin. Inga underarter finns listade i Catalogue of Life.